# Biedma (tổng)
Viedma là một tổng ở đông bắc của tỉnh Chubut, bên bờ Đại Tây Dương của Argentina.
Tổng này có dân số khoảng 59.000 người và diện tích 12.940 km², thủ phủ là Puerto Madryn, cách thủ đô 1334 km..
Kinh tế chủ yếu là du lịch, nông nghiệp và sản xuất nhôm.
Bán đảo Valdés, (di sản thể giới) nằm ở đây.

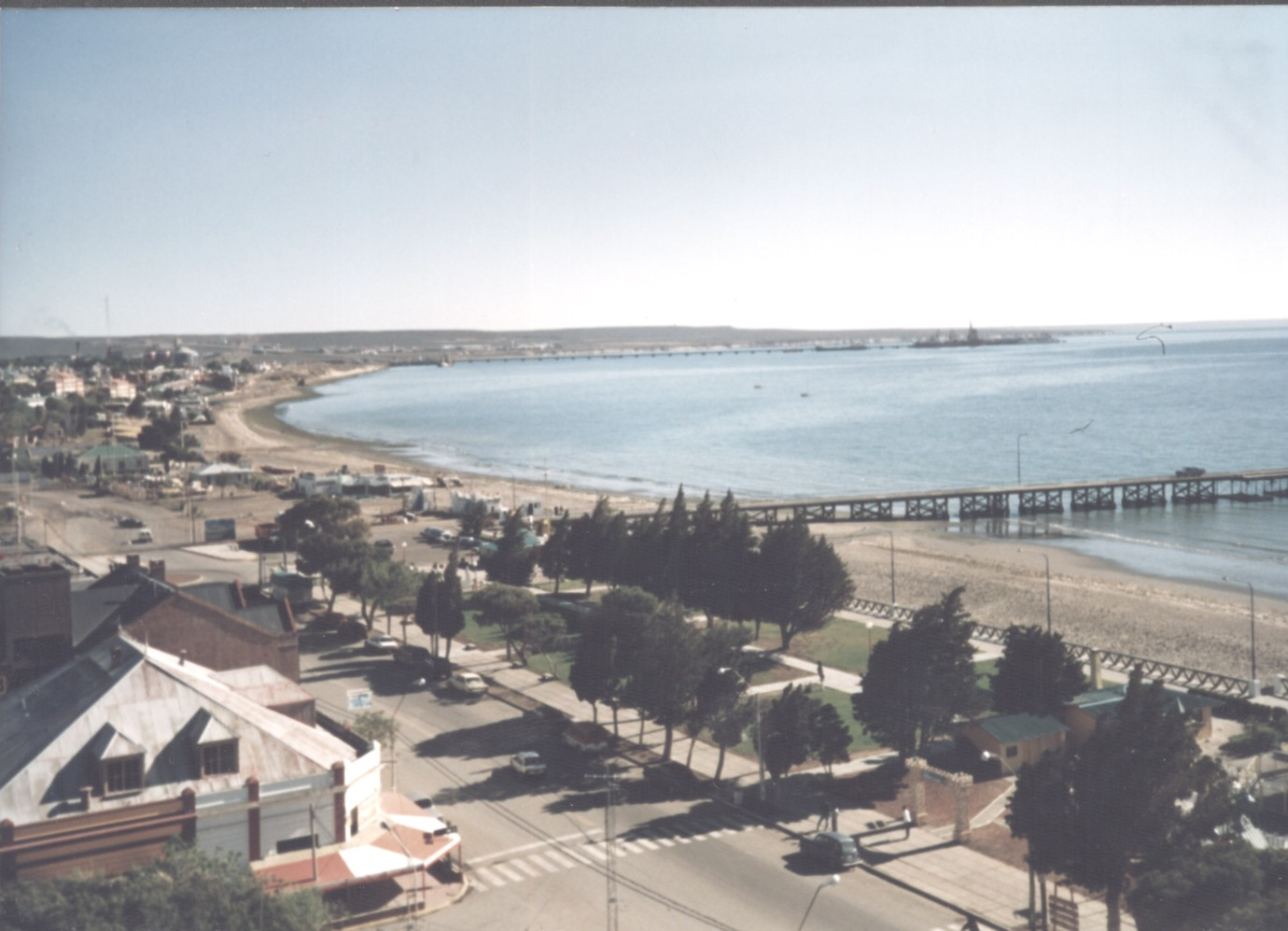
Bờ biển bắc Puerto Madryn.

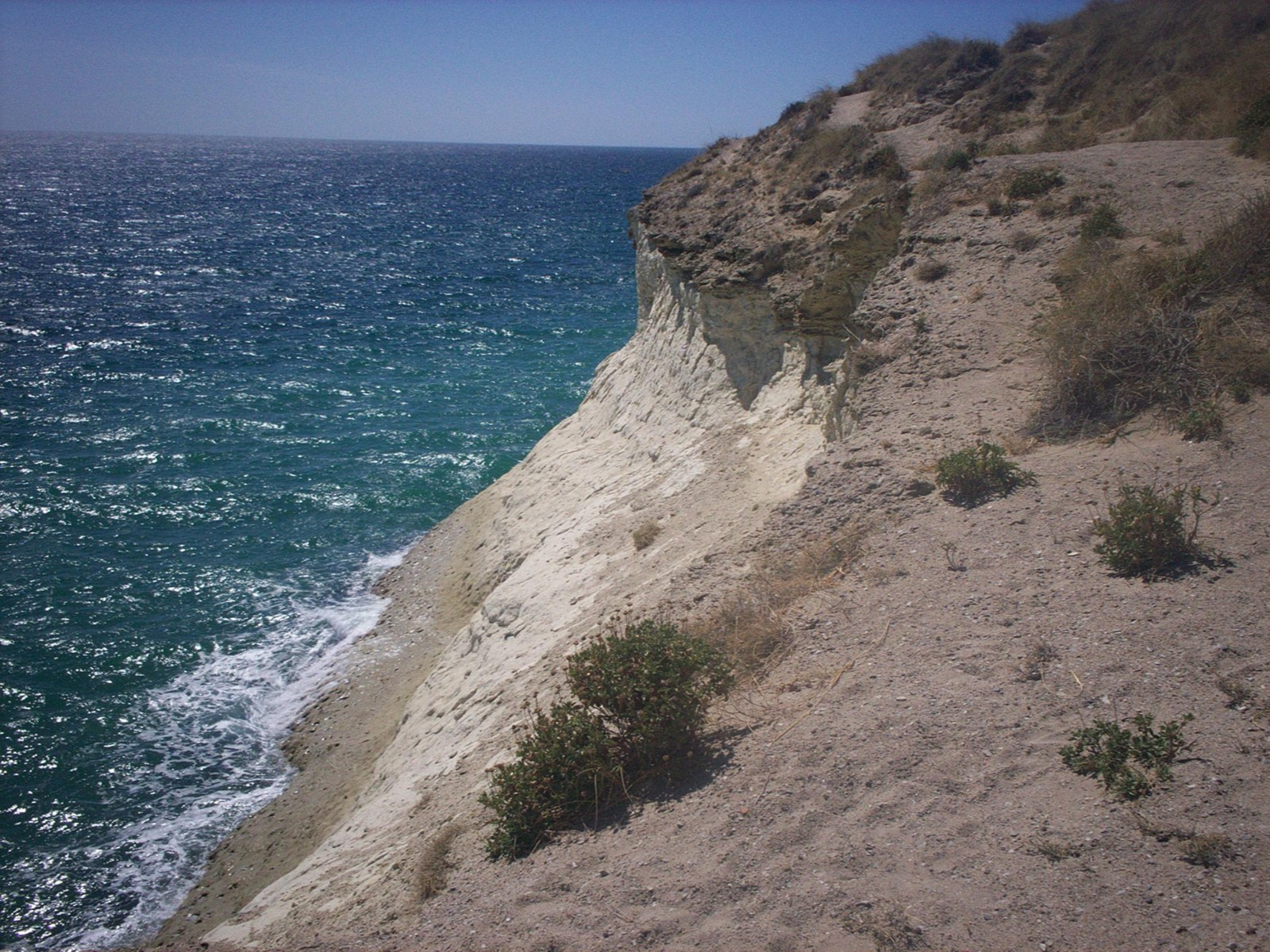
Các mỏm đá bờ biển.

Puerto Madryn là nơi có câu lạc bộ bóng đá: Club Social y Atlético Guillermo Brown, chơi ở Torneo Argentino A và Deportivo Madryn hiện chơi ở Torneo Argentino B.

## Các khu định cư
- Puerto Madryn
- Puerto Pirámides
- Mina Guanacache
- Arroyo Verde
- Puerto Lobos
- Riacho San Jose